# Lijst van talen in Indonesië/Volgens aantal sprekers in Indonesië
Dit is een lijst van talen in Indonesië volgens het aantal moedertaalsprekers in Indonesië.
1. Javaans - 84 300 000 (2010)
2. Soendanees - 27 000 000
3. Indonesisch - 22 308 774
4. Madoerees - 13 694 000
5. Maleis - 10 000 000
6. Minangkabaus - 6 530 000
7. Bandjarees - 5 000 000
8. Balinees - 3 900 000
9. Buginees - 3 500 000
10. Balinees Maleis - 3 151 162
11. Atjees - 3 000 000
12. Betawi - 2 700 000
13. Sasak - 2 100 000
14. Batak Toba - 2 000 000
15. Makassaars Maleis - 1 876 548
16. Makassaars - 1 600 000
17. Lampung - 1 500 000
18. Batak Dairi, Batak Simalungun - 1 200 000
19. Rejang - 1 000 000
20. Gorontalo, Mongondow - 900 000
21. Jambi-Maleis - 890 000
22. Manado-Maleis - 850 000
23. Ngaju - 800 000
24. Batak Angkola - 750 000
25. Minnanyu, Abung, Komering, Noord-Moluks Maleis - 700 000
26. Hakka-Chinees - 640 000
27. Batak Karo - 600 000
28. Uab Meto - 586 000
29. Malayisch Dayak - 520 000
30. Tenggerees, Palembang, Bimanees, Manggarai, Toraja-Sa'dan - 500 000
31. Osing - 481 852
32. Nias - 480 000
33. Mandarijn - 460 000
34. Musi - 403 000
35. Batak Mandailing, Pasemah, Zuidelijk Pesisir, Pubiaans, Tetun - 400 000
36. Kerinci, Ogaans, Soembawarees - 300 000
37. Lewotobi - 289 357
38. Tolaki - 281 000
39. Tae' - 250 000
40. Kamberaas - 234 574
41. Ledo-Kaili - 233 500
42. Muna - 227 000
43. Serawai - 225 000
44. Tenggarong-Kutai-Maleis - 210 000
45. Ambonees Maleis, Kupang-Maleis, Mandar, Sangir - 200 000
46. Kantonees, Gayo, Westelijk Dani - 180 000
47. Sika - 175 000
48. Kendajaans, Ma'anjan, Lematang, Rawas, Lamaholot, Hoogland-Konjo, Tontemboaans - 150 000
49. Lionees, Tukang Besi Zuid - 130 000
50. Kust-Konjo - 125 000
51. Tukang Besi Noord - 120 000
52. Savoenees - 110 000
53. Pamona - 106 000
54. Semendo - 105 000
55. Bakumpai, Lawangan, Selako, Simeulue, Ekari, Banggai, Mamasa - 100 000
56. Duri - 95 000
57. Indonesisch Bajau, Selayar, Tonsea - 90 000
58. Endenees - 87 000
59. Keiees - 85 000
60. Kota-Bangun-Kutai-Maleis, Batak Alas-Kluet, Tondano - 80 000
61. Galela - 79 000
62. Buol - 75 000
63. Kust-Saluaans - 74 000
64. Enim, Lintang - 70 000
65. Wadjewaas - 65 000
66. Siang, Ranau, Ngadha, Mamuju, Talaud, Tombulu - 60 000
67. Landdajaks - 57 619
68. Bengkulu - 55 000
69. Bukit-Maleis, Tunjung, Lembak, Mentawai, Sindang Kelingi, Fordata, Amarasi, Bunak, Kemak, Nage, Midden-Grote Vallei-Dani, Enrekang, Maiwa - 50 000
70. Benyadu', Djongkang, Kahayaans, Katingaans, Kembayaans, Ribun, Sanggau, Kayu Agung - 45 000
71. Lauje - 44 000
72. Ternate - 42 000
73. Ke'o, Kodisch, Tamil - 40 000
74. Moronene - 37 000
75. Geser-Gorom - 36 500
76. Keninjal, Da'a-Kaili - 35 000
77. Wolio - 34 529
78. Boeroe - 32 980
79. Adang - 31 814
80. Krui - 31 687
81. Ahe, Ampanang, Semandang, Lubu, Pekal, Kedang, Termanu, Biaks, Sentani, Balantak, Campalagiaans, Ratahaans, Toala', Tomini, Ulumanda' - 30 000
82. Tobelo - 27 720
83. Tidore - 26 000
84. Dohoi, Lundayeh, Yamdena, Alor, Lambojaas, Bentong, Totoli - 25 000
85. Bambam, Kaidipang, Kulisusu, Wawonii - 22 000
86. Bungku - 21 500
87. Kangeaans - 21 209
88. Min Dong-Chinees, Peranakan-Indonesisch, Dusun Deyah, Berau-Maleis, Seberuang, Tawoyaans, Kaur, Penesak, Sikule, Kisar, Oost-Makiaans, Sula, Dengka, Lole, Tii, Lager-Grote Vallei-Dani, Opper-Grote Vallei-Dani, Mai Brat, Moni, Bolango, Unde-Kaili, Tonsawang, Uma - 20 000
89. Tulehu - 18 843
90. Haruku - 18 219
91. Luang - 18 000
92. Alune - 17 243
93. Basap, Teluti - 17 000
94. Adonara - 16 967
95. Kamang - 16 522
96. Mori Atas, Mori Bawah - 16 098
97. Abui, Mamboru, Hatam - 16 000
98. Hitu - 15 965
99. Modang - 15 300
100. Tidong - 15 082
101. Bolongaans, Loloda, Tabaru, Angguruk-Yali, Cia-Cia, Pancana - 15 000
102. Meyah - 14 783
103. Anakalangu, Helong, Riung, Damal - 14 000
104. Dondo - 13 000
105. Larike-Wakasihu - 12 557
106. Tausug, West-Makiaans, Sawai, Manikion, Aralle-Tabulahaans, Kalumpang, Tajio - 12 000
107. Lisela - 11 922
108. Nalca - 11 092
109. Blagar, Bantik - 11 000
110. Kepo' - 10 605
111. Patani - 10 583
112. Ninia-Yali - 10 500
113. Dampelas - 10 300
114. Saparuaans - 10 216
115. Seit-Kaitetu - 10 171
116. Ambai - 10 053
117. Embaloh, Mualang, Kubu, Lamma, Laura, Paluees, Ringgou, So'a, Wanukaka, Kayagar, Nduga, Ngalum, Tehit, Yaqay, Bada, Suwawa, Sindhi - 10 000
118. Ketengbaans - 9 968
119. Bonerate - 9 500
120. Zuid-Awyu - 9 340
121. Nyadu, Casuarinakust-Asmat, Pannei - 9 000
122. Asilulu - 8 756
123. Biatah - 8 484
124. Lara' - 8 272
125. Kohin, Dobel, Selaru, Citak, Kamoro, Korupun-Sela, Moskona, Noord-Muyu, Besoa, Rampi - 8 000
126. Kola - 7 700
127. Letinees, Sahu, Centraal Awyu - 7 500
128. Manombai - 7 475
129. Mangole - 7 275
130. Mahakam-Kenyah, Manusela, Bilba, Dela-Oenale, Centraal Asmat, Marind, Mpur, Wano - 7 000
131. Maba - 6 617
132. Luhu, Asue-Awyu - 6 500
133. West-Tarangaans - 6 478
134. Sungkai - 6 363
135. Tamaans - 6 214
136. Burusu, Kayanrivier-Kenyah, Putoh, Sajau Basap, Kelon, Waropen, Yawa, Bintauna, Napu, Padoe - 6 000
137. Ambelau - 5 700
138. Iha, Moma - 5 500
139. Badui, Dusun Witu, Dhao, Kula, Oostelijk Ngadha, Tewa, Karon Dori, Silimo, Wandamen, Wolani, Pasvallei-Yali, Lolak, Malimpung, Rahambuu, Seko Padang, Wotu - 5 000
140. Noord-Wemale - 4 929
141. Salemaans - 4 800
142. Ansus, Moi - 4 600
143. Taliabu - 4 518
144. Dusun Malang, Bobot - 4 500
145. Barakai - 4 300
146. Bekati', Watubela, Irarutu, Kombai, Ma'ya, Zuid-Muyu, Una, Sarudu - 4 000
147. Kabola - 3 900
148. Laha - 3 894
149. Batuley - 3 840
150. Oost-Tarangaans - 3 784
151. Zuid-Wemale - 3 726
152. Wersing - 3 700
153. Banda-Maleis - 3 690
154. Edera-Awyu - 3 870
155. Tabla - 3 750
156. Kokoda - 3 700
157. Paku, Bati, Sawi, Tamagario - 3 500
158. Okolod - 3 393
159. Zuidoost-Babar - 3 325
160. Pagu - 3 309
161. Mairasi - 3 300
162. Kalabra - 3 287
163. Boano (Molukken) - 3 240
164. Bahau, Balaesang, Pendau - 3 200
165. Sembakung Murut, Kur - 3 181
166. Busang-Kayaans, Banda, Liana-Seti, Waioli, Sawila, Abun, Aghu, Eipomek, Hupla, Kimaama, Nggem, Wambon, Ponosakaans - 3 000
167. Gane, Bian-Marind - 2 900
168. Seluwasaans - 2 839
169. Oost-Damar - 2 800
170. Boano (Celebes) - 2700
171. Gebe - 2 651
172. Aoheng - 2 630
173. Sepa - 2 600
174. Tugutil - 2 588
175. Buli - 2 525
176. Bacanees Maleis, Barapasi, Gresi, Kemtuik, Kwerba, Nipsaans, Seko Tengah - 2 500
177. Jair-Awyu, Kosarek-Yale - 2 300
178. Horuru, Kui, Rajong, Wae Rana - 2 242
179. Balinese Gebarentaal - 2 200
180. Kurudu - 2 180
181. Kahumamahon-Saluaans - 2 142
182. Latu - 2 134
183. Rembong, Rongga - 2 121
184. Laba, Kayanrivier-Kayaans, Punan Tubu, Segai, Tagal Murut, Modole, Serua, Anasi, Yaosakor-Asmat, Kwesten, Mandobo Bawah, Momuna, Nimboraans, Pom, Kamaru, Lasalimu, Lemolang, Lindu, Topoiyo - 2 000
185. Lisabata-Nuniali - 1 830
186. Nila, Isirawa - 1 800
187. Roma, Yalahataans, Marau, Andio - 1 700
188. Nafri - 1 630
189. Orya - 1 600
190. Kamberau - 1 570
191. Mendalam-Kayaans, Bahaurivier-Kenyah, Noord-Babar, Dawera-Daweloor, Gamkonora, Manipa, Zuid-Nuaulu, Noord-Awyu, Bauzi, Kemberano, Wabo, Walak, Waris, Bobongko, Dakka, Kaimbulawa, Kodeoha - 1 500
192. Bakung-Kenyah - 1 485
193. Ili'uun - 1 400
194. Nedebang - 1 379
195. Kayaans Mahakam, Demta, Woi - 1 300
196. Hamap - 1 294
197. Matbat - 1 250
198. Oirata - 1 221
199. Kelinyau-Kenyah, Te'un, Tugun, Berik, Mekwei, Ndom, Seget, Serui-Laut - 1 200
200. Teor, Baham, Emumu, Riantana, Roon, Suabo, Tombelala - 1 100
201. Tela-Masbuar - 1 050
202. Hovongaans, Wahau-Kenyah, Gorap, Masiwang, Kafoa, Airoraans, Arandai, Noord-Asmat, Atohwaim, Buruwai, Dem, Dera, Edopi, Iwur, Mandobo Atas, Moraid, Ninggerum, Semimi, Sempaans, Sobei, Yetfa, Kioko - 1 000
203. Ujir - 975
204. Karey - 950
205. Duvle - 933
206. Yei, Panasuaans - 900
207. Wanggom - 875
208. West-Masela - 850
209. Sa'ban - 848
210. Lola - 830
211. Dai - 808
212. West-Damar, Tereweng, Munggui, Sikaritai, Laiyolo - 800
213. Enggano, Komodo, Busami, Kais, Korowai, Mor (Mor-Eilanden), Nakai, Puragi, Skou - 700
214. Mawes - 693
215. Talur - 675
216. Kelabit, Opperbaram-Kenyah, Selungai Murut - 636
217. Koba, Bonggo, Iau, Kaburi, Kawe, Kowiai, Maden, Papuma, Warembori, Sedoa, Tomadino - 600
218. Bukitaans - 573
219. Eritai, Lepki - 530
220. Centraal Masela - 511
221. Wahau-Kayaans, Kereho-Uheng, Kaibobo, Noord-Nuaulu, Betaf, Konda, Kuri, Nisa, Onin, Ormu, Taikat, Tanahmerah, Tsakwambo, Tunggare, Yahadiaans, Busoa, Kalao, Koroni, Taloki, Talondo' - 500
222. Imroing, Kaure, Sekar - 450; Demisa - 400 à 500
223. Loncong, Elpaputih - 424
224. Kao - 403
225. Bukat, Kauwera, Kopkaka, Manem, Papasena, Samarokena, Wakde, Yelmek - 400
226. Mariri - 390
227. Punan Aput - 370
228. Benggoi, Kadai, Auye, Awyi, Fayu, Kimki, Tobati, Yaur, Yeretuar, Taje, Waru - 350
229. Kompane - 330
230. Serili - 328
231. Lorang - 325
232. Huaulu, Abinomn, Bagusa, Biga, Elseng, Komyandaret, Kwerba Mamberamo, Mlap, Saweru, Tarpia, Tause, Trimuris, Waigeo, Warkay-Bipim, Wauyai - 300
233. Tamnim-Citak - 290
234. Perai - 278
235. Emplawas, Biritai, Burmeso, Dao, Kirikiri, Kosadle, Legenyem, Meoswar, Mombum, Sause, Uruangnirin, Yamna, Baras, Kumbewaha - 250
236. Foau - 232
237. As - 230
238. Kaiy - 220
239. Sowanda - 212
240. Punan Merap, Sara, Dabe, Erokwanas, Koneraw, Masimasi, Molof, Momina, Podena, Rasawa, Wares, Yarsun, Yoke, Bahonsuai - 200
241. Bedoanas, Keder - 180
242. Yafi - 175
243. Aputai, Arguni, Ngkâlmpw-Kanum, Waritai - 150
244. Taworta - 140
245. Punan Merah - 137
246. Maklew, Obokuitai - 120
247. Towei - 115
248. Dubu - 110
249. Awbono, Bayono, Burate, Diuwe, Sota-Kanum, Karas, Ketum, Kofei, Noord-Korowai, Kwer, Liki, Sauri, Senggi, Tefaro - 100
250. Tofanma - 90
251. Doutai - 70 à 100; Mer, Tangko - 85; Narau - 80 à 90
252. Itik, Smärky-Kanum - 80
253. Liabuku - 75
254. Anus, Awera, Iresim, Budong-Budong - 70
255. Amahai, Paulohi, Salas, Kayupulau, Morori - 50
256. Burumakok, Maremgi - 40
257. Ibu - 35; Kapori - 30 à 40
258. Kwerisa - 15 à 50
259. Duriankere - 30
260. Kehu, Massep - 25; Mor (Momberai) - 20 à 30
261. Loun, Dusner, Kembra, Mander, Usku - 20
262. Hoti, Hulung, Kamariaans, Nusa Laut, Piru, Bädi-Kanum - 10
263. Lom - 2 à 10
264. Woria - 5 à 6
265. Naka'ela - 5
266. Saponi - 4 à 5
267. Bonerif - 4
268. Lengilu - 3 à 4
269. Kayeli - 3
270. Tandia - 2
271. Hukumina, Mapia - 1
272. Moksela, Palumata, Ternateño - 0

Onbekend: Indonesische Gabarentaal, Petjo, Bukar Sadong, Ibaans, Ile Ape, Lamalera, Lamatuka, Zuid-Lembata, West-Lembata, Levuka, Lewo Eleng, Retta, Iha-Gebaseerd Pidgin, Murkim, Onin-Gebaseerd Pidgin, Nederlands, Portugees, Tringgus, West-Cham, Oeigoers, Arabisch